# Trix-Batteriebahn

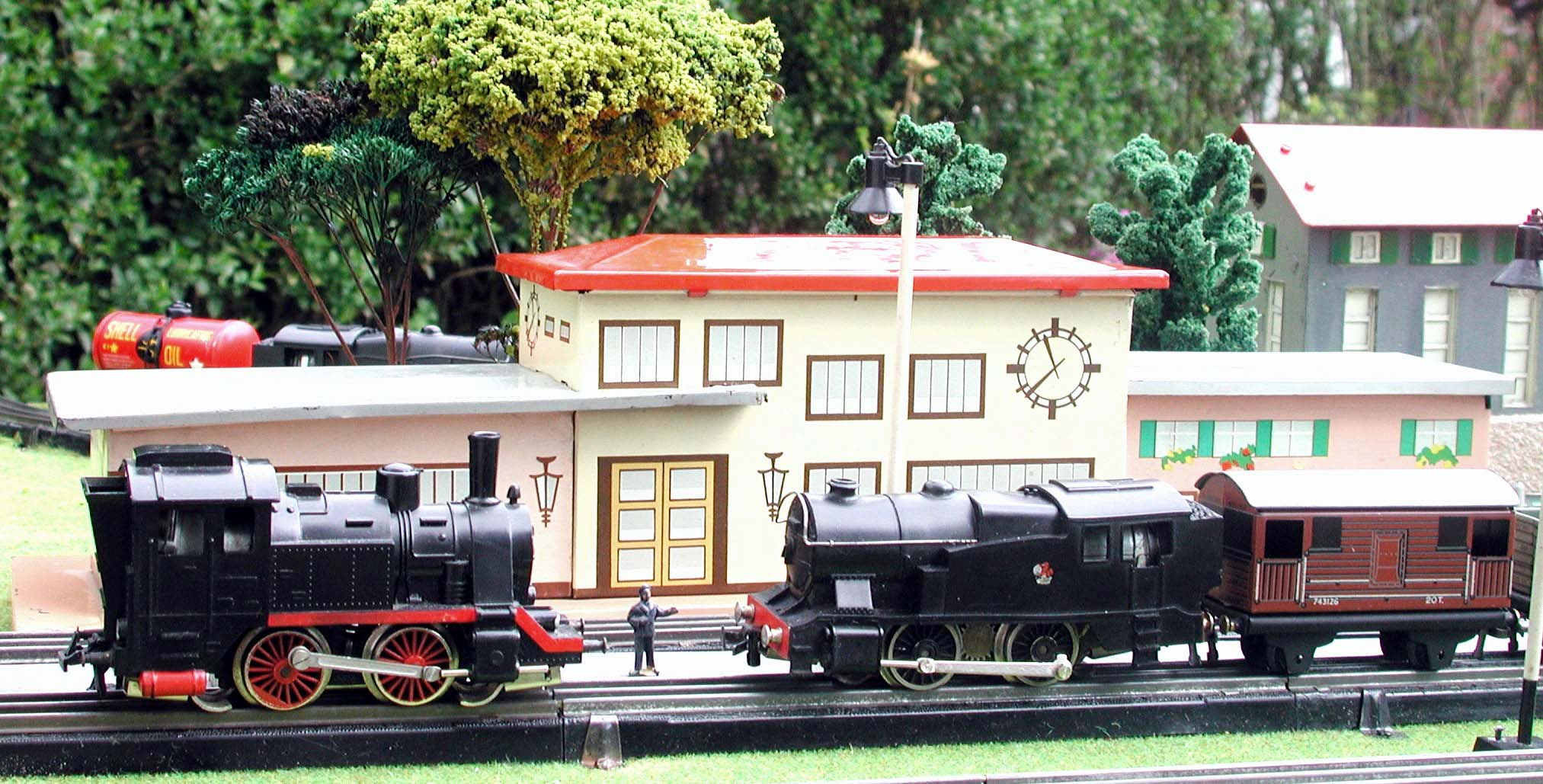
Batterielokomotiven aus den 1950er Jahren.
Trix-Express-Lok TE 6602 (links) und Trix Twin Railway Cadet Loco aus England (rechts).

Die Batteriebahnen von Trix Express sind vereinfachte Modelleisenbahnen, die von 1953 bis 1960 von der Firma Trix zusätzlich zum bestehenden Trix-Express-Modellbahnprogramm auf den Markt gebracht wurden.

## Entstehung
Nahezu gleichzeitig mit der Verwendung von Gleichstrom für die Modelleisenbahn, starteten die Spielwarenhersteller Trix, HWN (Heinrich Wimmer Blechspielwarenfabrik) und Distler 1953 mit der Produktion von preiswerten Batteriebahnen in der Nenngröße H0. Marketingziel war seinerzeit die Erweiterung des Kundenkreises, vor allem auf Kinder und Jugendliche, um diese frühzeitig an das Hobby der Modelleisenbahn heranzuführen. Die Firma Trix (damals Vereinigte Spielwarenfabriken Ernst Voelk KG, Nürnberg) setzte diese Idee mit Hilfe der Marke Distler erfolgreich um. Ernst Voelk selbst war in den 1950er Jahren Präsident der Nürnberger Handelskammer; er hatte die Firma Johann Distler KG im Jahr 1936 im Rahmen der Arisierung von den jüdischen Besitzern übernommen, zwei Jahre später auch die VSN - Vereinigte Spielwarenfabriken Nürnberg mit der Marke TRIX von ihren ebenfalls jüdischen Besitzern.
So erschienen ab 1953 mehrere Varianten der Trix-Express 4,5-Volt-Batterie-Eisenbahn, die durch ihr preiswertes Angebot sowie die (kinder-)leichte und ungefährliche Handhabung eine gute Verbreitung unter den geburtenstarken Jahrgängen der Nachkriegsgeneration fanden. Für viele Kinder und Jugendliche war es der erste Kontakt mit technischem Spielzeug.

## Technik

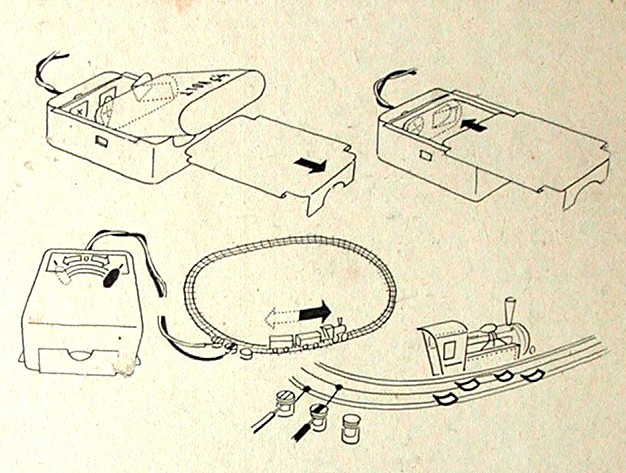
Trix-Batteriebahn – Technik und Antrieb

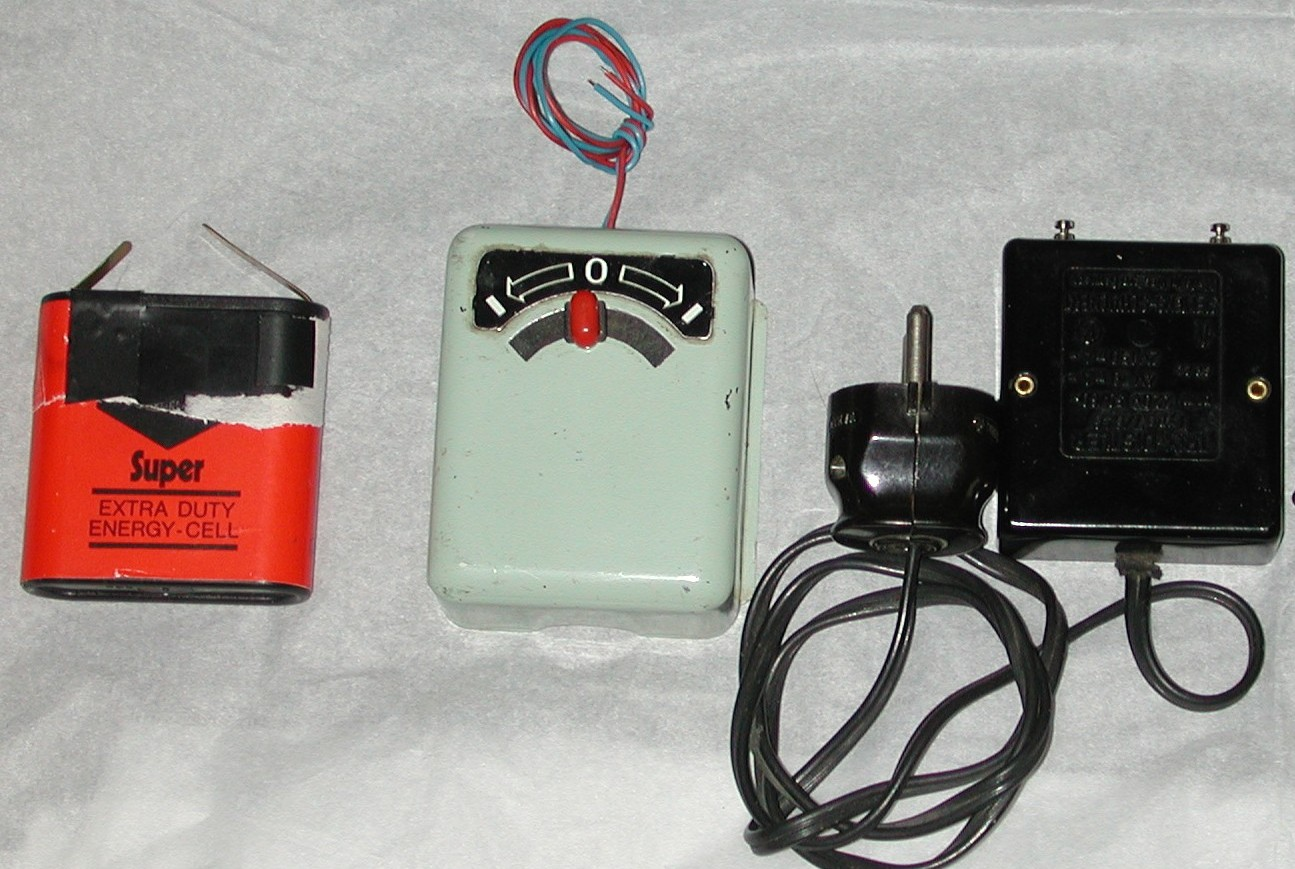
Trix-Batteriebahn – Fahrregler (Mitte) und die damals möglichen Energiequellen. Links eine 4,5 V Blockbatterie, rechts das kompatible Netzgerät 7/946 von DISTLER.

Auch in England setzte Trix auf diese neue Verkaufsstrategie. Dort kamen 1955 mit dem „Trix – Junior Train“ ebenfalls zwei Ausführungen einer 6-Volt-Bahn auf den Markt. Eine Güterzugpackung „Junior Goods“ mit einer schwarzen B-Lok (British Railways) und drei Güterwagen sowie eine Personenzugpackung „Junior Passenger“ mit gleicher Lok und zwei Personenwagen.
Als Antriebsquelle lag in den englischen Zugpackungen ein Handdynamo mit Kurbel bei. Mit Hilfe des Dynamos konnte der Zug durch langsameres bzw. schnelleres Drehen der Kurbel in seiner Fahrt reguliert werden. Ein Wechsel in der Fahrtrichtung erzielte man durch Drehen in die entgegengesetzte Richtung. Der Handdynamo wurde kurzfristig auch auf dem deutschen Markt von Distler angeboten, die auf Dauer doch etwas mühevolle Antriebsquelle fand allerdings keine weite Verbreitung.
Die deutschen wie die englischen Batteriebahnen waren mit einem von der Firma Distler neu entwickelten Elektromotor ausgestattet. Hierbei handelte es sich um einen geschlossenen, walzenförmigen Gleichstrommotor, der unabhängig vom Netz mit einer normalen handelsüblichen 4,5-Volt-Batterie betrieben werden konnte. Der neuartige Elektromotor von Distler war bezüglich Leistung und Wirtschaftlichkeit seinerzeit marktführend, sodass auch andere Hersteller diese zuverlässige Antriebsquelle für ihre Produkte einsetzten. Vielfache Anwendung fand dieser Motor in Tonbandgeräten (Phonotrix) und Rasierapparaten. Ebenso von Distler entwickelt war der Fahrregler. Hier legte man eine 4,5-Volt-Flachbatterie ein. Alternativ stand ein kompatibles Netzanschlussgerät (siehe Abbildung) zur Verfügung. Ab 1959/60 lagen den Zugpackungen statt des Batteriefahrpults kleine gelbe oder rote Niedervolttrafos (4,5 bis 6 Volt, 75 mA) von Siemens-Schuckert bei.

## Konstruktion

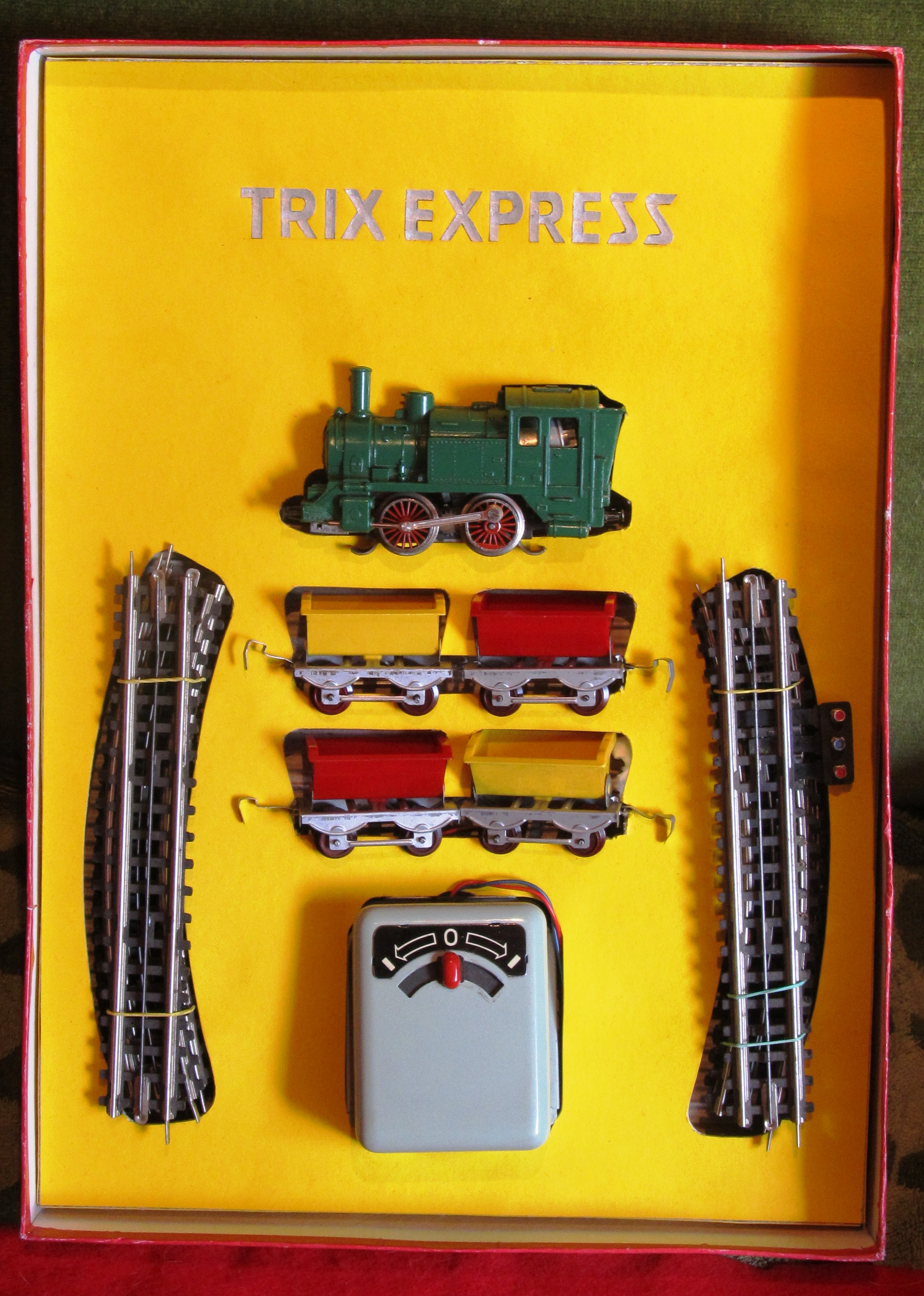
Trix Express, Sandbahn Packung

Um den Energieaufwand für den Fahrbetrieb gering zu halten und die Spielfreude möglichst lange aufrechtzuerhalten, war das rollende Material der damaligen Batteriebahnen überwiegend in „Leichtbauweise“ konstruiert. Auch das einfache Getriebe mit Kronenradübersetzung, sowie die jeweils nur auf der Rückseite vorhandene Kupplung waren weitgehend aus Kunststoff gefertigt und reduzierten das Gesamtgewicht der Zugeinheiten erheblich. Beleuchtete Stirnlampen an den Loks fehlten wegen des Stromverbrauchs ebenso wie Beleuchtungseinrichtungen an den Wagen. Ab dem Jahr 1957 wurden den Zugpackungen statt der Blechwagen extrem leicht gebaute Waggons aus Kunststoff beigelegt. Bei sämtlichen Wagentypen wurden sowohl die Puffer als auch die Achslagerblenden eingespart. Als Gleismaterial wurde in Deutschland das im Jahr 1953/54 neu entwickelte Dreileiter-Schienensystem mit Pappschwellen angeboten. In England fuhr man die Batteriebahnen anfangs noch auf Gleisen mit Bakelitsockel und erst ab 1957 ebenfalls auf Pappschienen.

## Einige Modelle

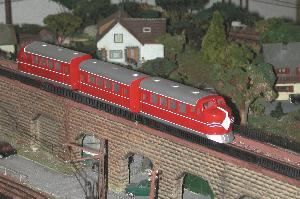
Trix-Dieselzug 7/900 mit Mittelwagen (Replika)

In West-Deutschland kamen ab 1953 verschiedene Ausführungen der Trix-Batteriebahn in den Verkauf, darunter auch der inzwischen unter Sammlern sehr gesuchte Trix-Dieselzug (TE 7/900) mit rotem Kunststoffgehäuse, das sehr zerbrechlich war. Fahrgestell und Motor des Triebwagens entsprachen der abgebildeten Batterie-Tenderlok (TE 6602). Die Produktion dieses Modells lief nur bis 1955 mit relativ kleiner Auflage. Der Dieselzug wurde damals nur zweiteilig im Fachhandel angeboten (damaliger Verkaufspreis 24,- DM). Der dazugehörige Mittelwagen existierte zwar als Handmuster, ging aber nie in Serie.

## Verschwinden
Ab den 1960er-Jahren boomte der Modelleisenbahnmarkt in Deutschland im Maßstab 1:87. Die Spur H0 setzte sich überall durch. Die Maßstäblichkeit des rollenden Materials wurde durch die Hersteller immer genauer eingehalten, die Detaillierungen immer mehr verfeinert, die Elektromotoren leistungsfähiger. Ab diesem Zeitpunkt war für die doch recht unmaßstäblichen und detailarmen Batteriebahnen einfach kein Markt mehr vorhanden – im Jahr 1960 wurde die Produktion eingestellt.

## Literatur

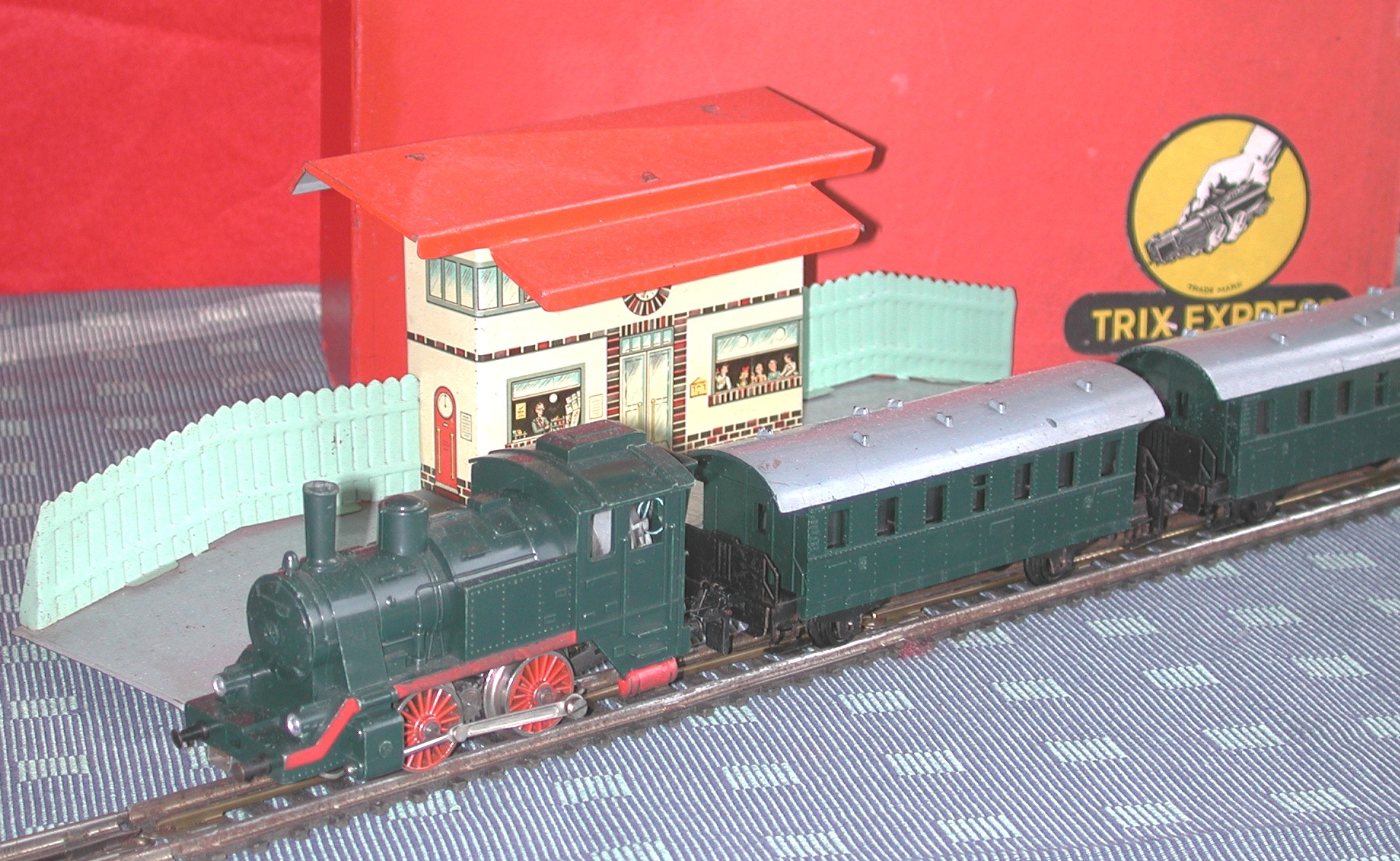
Batteriezug TE 501. Letzte Variante dieser Baureihe von 1960 mit grüner Dampflok